# Тураго Бордоне (Павија)
Тураго Бордоне је насеље у Италији у округу Павија, региону Ломбардија.
Према процени из 2011. у насељу је живело 598 становника. Насеље се налази на надморској висини од 91 м.